# Füzes (városrész)

Füzes Pécs térképén

Füzes Pécs délnyugati ipari övezetben található városrésze, mely kifejezetten ipari, gazdasági funkciójú terület. Az Uránváros és Északmegyer közötti sík területen fekszik, a két városrészt összekötő út mentén. Füzes lakófunkcióval gyakorlatilag nem rendelkezik, a népszámlálás idején mindössze 30-an éltek ebben a városfejlesztési körzetben. A Füzes területén összesen 9 lakást írtak össze, amiből 6 még 1945 előtt épült és közülük egy 4-10 lakásos épület. Füzes számos vállalkozás telephelye, kis- és nagykereskedelmi üzletek egyaránt találhatók itt. Füzeshez tartozik a Pécsi Pláza, amely azonban funkcionálisan a benne működő moziknak köszönhetően egész Pécsre kiterjedő a vonzáskörzete. Hasonló a helyzet az Expo Centerrel.